# 瑞穗生態教育館
瑞穗生態教育館為農業部林業及自然保育署花蓮分署所管理之生態教育場所，原址為瑞穗工作站，林業及自然保育署花蓮分署於2004年將瑞穗工作站進行重新規劃與改建，並於2005年8月成立瑞穗生態教育館正式開館營運。改建後的主要目的是用於推動各項林業署最新資訊與推廣自然保育觀念與保育行動落實、館舍內有常設展與休憩空間，可提供國中小學生戶外教學及一般民眾前往參觀遊憩，透過館內展示解說與推廣活動，認識國土綠網、自然山林、生態保護區及在地自然生態資源等，為花蓮中南區環境教育推廣平台。
本館位於瑞穗後火車站步行3分鐘抵達，位置在瑞穗國小的正對面。

## 位置
花蓮縣瑞穗鄉溫泉路一段58號(瑞穗國小對面)

## 館內設施
- 常設展區
- 動物特區
- DIY教室
- 尋找夜精靈
- 標本典藏室
- 視聽室

## 服務時間
- 每週三至週日（週一二休館）
- 早上9點至下午5點
- 例假日照常開館，除夕至初二休館

## 特展與主題活動
館內定期更換特展，並不定期舉辦環境教育課程活動。

## 環境教育平台
不定期於花蓮中南區進行到校推廣，長期陪伴在地學校機關團體，協助具在地自然生態特色教案發展。

## 交通
- 火車：瑞穗火車站西側約200公尺
- 汽車：台九線南下約271K至溫泉路左轉約650公尺

## 外部連結
- 自然教育 - 瑞穗生態教育館 - 山林悠遊網 （页面存档备份，存于）
- 瑞穗生態教育館粉絲的Facebook專頁